# Championnat panaméricain féminin de handball 2011
Navigation
Chili 2009 République dominicaine 2013
Le 11e Championnat panaméricain féminin de handball s'est déroulé à São Bernardo do Campo, au Brésil, du 28 juin au 2 juillet 2011.
Le Brésil remporte la compétition pour la 7e fois, l'Argentine et Cuba complètent le podium. Les trois premières équipes sont normalement qualifiées pour le Championnat du monde 2011, le Brésil étant déjà qualifié en tant que hôte, c'est l'Uruguay qui bénéficie de cette qualification supplémentairement.

## Tour préliminaire

### Groupe A
|   | Équipe  | Pts | J | G | N | P | Bp  | Bc | Diff |
| - | ------- | --- | - | - | - | - | --- | -- | ---- |
| 1 | Brésil  | 6   | 3 | 3 | 0 | 0 | 104 | 53 | 51   |
| 2 | Cuba    | 4   | 3 | 2 | 0 | 1 | 96  | 73 | 23   |
| 3 | Chili   | 2   | 3 | 1 | 0 | 2 | 63  | 99 | -36  |
| 4 | Mexique | 0   | 3 | 0 | 0 | 3 | 54  | 92 | -38  |

| 28 juin 16h00 | Chili           | 21 – 40 | Cuba                    | São Bernardo do Campo Affluence : 250 Arbitrage : Lenci, Grillo |
| 28 juin 16h00 | Pamela Flores 4 | (10–19) | Ardssay Duron Marenz 12 | São Bernardo do Campo Affluence : 250 Arbitrage : Lenci, Grillo |
| 28 juin 16h00 | ×3 ×5           | Rapport | ×3 ×1                   | São Bernardo do Campo Affluence : 250 Arbitrage : Lenci, Grillo |

| 28 juin 20h00 | Brésil                    | 31 – 16 | Mexique               | São Bernardo do Campo Affluence : 250 Arbitrage : Perez, Guzman |
| 28 juin 20h00 | Alexandra do Nascimento 7 | (18–6)  | Hernandez, Castañon 4 | São Bernardo do Campo Affluence : 250 Arbitrage : Perez, Guzman |
| 28 juin 20h00 | ×2 ×5 ×1                  | Rapport | ×3 ×2 ×1              | São Bernardo do Campo Affluence : 250 Arbitrage : Perez, Guzman |

| 29 juin 16h00 | Mexique        | 22 – 26 | Chili             | São Bernardo do Campo Affluence : 155 Arbitrage : De Souza, Paz |
| 29 juin 16h00 | Benda Chavez 6 | (13–10) | Inga Feuchtmann 6 | São Bernardo do Campo Affluence : 155 Arbitrage : De Souza, Paz |
| 29 juin 16h00 | ×3 ×4          | Rapport | ×3 ×4             | São Bernardo do Campo Affluence : 155 Arbitrage : De Souza, Paz |

| 29 juin 20h00 | Brésil            | 36 – 21 | Cuba                   | São Bernardo do Campo Affluence : 350 Arbitrage : Charlotte et Julie Bonaventura |
| 29 juin 20h00 | Silvia Pinheiro 7 | (15–10) | Ardssay Duron Marenz 6 | São Bernardo do Campo Affluence : 350 Arbitrage : Charlotte et Julie Bonaventura |
| 29 juin 20h00 | ×3 ×4             | Rapport | ×3 ×6 ×1               | São Bernardo do Campo Affluence : 350 Arbitrage : Charlotte et Julie Bonaventura |

| 30 juin 16h00 | Mexique                  | 16 – 35 | Cuba                | São Bernardo do Campo Affluence : 210 Arbitrage : Lenci, Grillo |
| 30 juin 16h00 | Y. Morales, M. Morales 3 | (6–19)  | Valdez, Hernondez 8 | São Bernardo do Campo Affluence : 210 Arbitrage : Lenci, Grillo |
| 30 juin 16h00 | ×3 ×6                    | Rapport | ×2                  | São Bernardo do Campo Affluence : 210 Arbitrage : Lenci, Grillo |

| 30 juin 20h00 | Brésil                | 37 – 16 | Chili                 | São Bernardo do Campo Affluence : 250 Arbitrage : Gonzalez, Prieto |
| 30 juin 20h00 | Ana Paula Rodrigues 8 | (18–8)  | Daniela Ceza Garcia 5 | São Bernardo do Campo Affluence : 250 Arbitrage : Gonzalez, Prieto |
| 30 juin 20h00 | ×3 ×1                 | Rapport | ×3                    | São Bernardo do Campo Affluence : 250 Arbitrage : Gonzalez, Prieto |

### Groupe B
|   | Équipe           | Pts | J | G | N | P | Bp  | Bc  | Diff |
| - | ---------------- | --- | - | - | - | - | --- | --- | ---- |
| 1 | Argentine        | 6   | 3 | 3 | 0 | 0 | 105 | 52  | 53   |
| 2 | Uruguay          | 3   | 3 | 1 | 1 | 1 | 77  | 68  | 9    |
| 3 | Rép. dominicaine | 3   | 3 | 1 | 1 | 1 | 72  | 75  | -3   |
| 4 | Venezuela        | 0   | 3 | 0 | 0 | 3 | 71  | 130 | -59  |

| 28 juin 14h00 | Rép. dominicaine | 36 – 22 | Venezuela        | São Bernardo do Campo Affluence : 150 Arbitrage : Pinto, Menezes |
| 28 juin 14h00 | Mariela Andino 7 | (18–13) | Marian Salcedo 4 | São Bernardo do Campo Affluence : 150 Arbitrage : Pinto, Menezes |
| 28 juin 14h00 | ×3               | Rapport | ×3 ×6            | São Bernardo do Campo Affluence : 150 Arbitrage : Pinto, Menezes |

| 28 juin 18h00 | Argentine       | 21 – 14 | Uruguay          | São Bernardo do Campo Affluence : 280 Arbitrage : Paz, Souza |
| 28 juin 18h00 | Maria Decilio 5 | (8–7)   | Jussara Castro 3 | São Bernardo do Campo Affluence : 280 Arbitrage : Paz, Souza |
| 28 juin 18h00 | ×3 ×6           | Rapport | ×3 ×5            | São Bernardo do Campo Affluence : 280 Arbitrage : Paz, Souza |

| 29 juin 14h00 | Uruguay          | 20 – 20 | Rép. dominicaine | São Bernardo do Campo Affluence : 150 Arbitrage : De Souza, Paz |
| 29 juin 14h00 | Jussara Castro 7 | (11–10) | Peña, Andino 5   | São Bernardo do Campo Affluence : 150 Arbitrage : De Souza, Paz |
| 29 juin 14h00 | ×3 ×4            | Rapport | ×3               | São Bernardo do Campo Affluence : 150 Arbitrage : De Souza, Paz |

| 29 juin 18h00 | Argentine       | 51–22   | Venezuela        | São Bernardo do Campo Affluence : 100 Arbitrage : Perez, Guzman |
| 29 juin 18h00 | Manuela Pizzo 7 | (21–10) | Mijares, Riera 4 | São Bernardo do Campo Affluence : 100 Arbitrage : Perez, Guzman |
| 29 juin 18h00 | ×3 ×1           | Rapport | ×2 ×10 ×1        | São Bernardo do Campo Affluence : 100 Arbitrage : Perez, Guzman |

| 30 juin 14h00 | Uruguay          | 43 – 27 | Venezuela             | São Bernardo do Campo Affluence : 150 Arbitrage : Charlotte et Julie Bonaventura |
| 30 juin 14h00 | Sofia Cherone 12 | (14–12) | Mijares, Y. Morales 5 | São Bernardo do Campo Affluence : 150 Arbitrage : Charlotte et Julie Bonaventura |
| 30 juin 14h00 | ×3 ×1            | Rapport | ×2 ×3                 | São Bernardo do Campo Affluence : 150 Arbitrage : Charlotte et Julie Bonaventura |

| 30 juin 18h00 | Argentine         | 33 – 16 | Rép. dominicaine | São Bernardo do Campo Affluence : 150 Arbitrage : Pinto, Menezes |
| 30 juin 18h00 | Luciana Mendoza 7 | (14–6)  | Andino, Tejada 5 | São Bernardo do Campo Affluence : 150 Arbitrage : Pinto, Menezes |
| 30 juin 18h00 | ×3 ×5             | Rapport | ×3 ×6            | São Bernardo do Campo Affluence : 150 Arbitrage : Pinto, Menezes |

## Phase finale
|  | Demi-finales | Demi-finales |                        |       | Finale    | Finale    |
|  | Demi-finales | Demi-finales |                        |       | Finale    | Finale    |
|  |              |              |                        |       |           |           |
|  | 1 juillet    | 1 juillet    |                        |       | 2 juillet | 2 juillet |
|  | 1 juillet    | 1 juillet    |                        |       | 2 juillet | 2 juillet |
|  | Brésil       | 40           |                        |       | 2 juillet | 2 juillet |
|  | Brésil       | 40           |                        |       | 2 juillet | 2 juillet |
|  | Uruguay      | 14           |                        |       | 2 juillet | 2 juillet |
|  | Uruguay      | 14           | Brésil                 | 35    |           |           |
|  | 1 juillet    |              | Brésil                 | 35    |           |           |
|  |              | Argentine    | 16                     |       |           |           |
|  | Argentine    | Argentine    | 16                     | 43tab |           |           |
|  | Argentine    |              |                        | 43tab |           |           |
|  | Cuba         | 41           |                        |       |           |           |
|  | Cuba         | 41           | Match pour la 3e place |       |           |           |
|  |              |              |                        |       |           |           |
|  | 2 juillet    |              |                        |       |           |           |
|  |              |              |                        |       |           |           |
|  | Uruguay      | 27           |                        |       |           |           |
|  | Uruguay      | 27           |                        |       |           |           |
|  | Cuba         | 37           |                        |       |           |           |
|  | Cuba         | 37           |                        |       |           |           |

### Demi-finales
| 1 juillet 18h00 | Argentine                    | 43 – 41 (tab)  | Cuba              | São Bernardo do Campo Affluence : 450 Arbitrage : De Souza, Paz |
| 1 juillet 18h00 | Luciana Mendoza 13           | (13–13, 28–28) | Ramires, Duron 10 | São Bernardo do Campo Affluence : 450 Arbitrage : De Souza, Paz |
| 1 juillet 18h00 | Prol. : 5–5, 5–5 ; Tab : 5–3 |                |                   | São Bernardo do Campo Affluence : 450 Arbitrage : De Souza, Paz |
| 1 juillet 18h00 | ×3 ×6                        | Rapport        | ×3 ×5 ×1          | São Bernardo do Campo Affluence : 450 Arbitrage : De Souza, Paz |

| 1 juillet 20h00 | Brésil                    | 40 – 14 | Uruguay         | São Bernardo do Campo Affluence : 200 Arbitrage : Grillo, Lenci |
| 1 juillet 20h00 | Alexandra do Nascimento 8 | (19–3)  | Ornella Palla 6 | São Bernardo do Campo Affluence : 200 Arbitrage : Grillo, Lenci |
| 1 juillet 20h00 | ×3 ×1                     | Rapport | ×3              | São Bernardo do Campo Affluence : 200 Arbitrage : Grillo, Lenci |

### Match pour la3eplace
| 2 juillet 15h00 | Cuba    | 37 – 27 | Uruguay | São Bernardo do Campo |
| 2 juillet 15h00 | (17–13) |         |         | São Bernardo do Campo |

### Finale
| 2 juillet 17h00 | Argentine     | 16 – 35 | Brésil              | São Bernardo do Campo Affluence : 627 Arbitrage : Charlotte et Julie Bonaventura |
| 2 juillet 17h00 | Pizzo, Haro 4 | (5–22)  | Fernanda da Silva 8 | São Bernardo do Campo Affluence : 627 Arbitrage : Charlotte et Julie Bonaventura |
| 2 juillet 17h00 | ×2 ×3         | Rapport | ×2 ×1               | São Bernardo do Campo Affluence : 627 Arbitrage : Charlotte et Julie Bonaventura |

## Matchs de classement

### Match pour la7eplace
| 1 juillet 14h00 | Mexique           | 25 – 23 | Venezuela       | São Bernardo do Campo Affluence : 89 Arbitrage : Prieto, Gonzalez |
| 1 juillet 14h00 | Yesenia Morales 6 | (12–14) | Maira Marquez 6 | São Bernardo do Campo Affluence : 89 Arbitrage : Prieto, Gonzalez |
| 1 juillet 14h00 | ×3                | Rapport | ×3 ×2 ×1        | São Bernardo do Campo Affluence : 89 Arbitrage : Prieto, Gonzalez |

### Match pour la5eplace
| 1 juillet 16h00 | Chili                | 28 – 22 | Rép. dominicaine | São Bernardo do Campo Affluence : 150 Arbitrage : Perez, Guzman |
| 1 juillet 16h00 | Pamela Vera Flores 6 | (14–12) | Mariela Andino 9 | São Bernardo do Campo Affluence : 150 Arbitrage : Perez, Guzman |
| 1 juillet 16h00 | ×3 ×5                | Rapport | ×3 ×2            | São Bernardo do Campo Affluence : 150 Arbitrage : Perez, Guzman |

## Classement final
| Rang                         | Équipe           |
| ---------------------------- | ---------------- |
| Médaille d'or, Amérique      | Brésil           |
| Médaille d'argent, Amérique  | Argentine        |
| Médaille de bronze, Amérique | Cuba             |
| 4                            | Uruguay          |
| 5                            | Chili            |
| 6                            | Rép. dominicaine |
| 7                            | Mexique          |
| 8                            | Venezuela        |